# Castros des Asturies
 (août 2021).

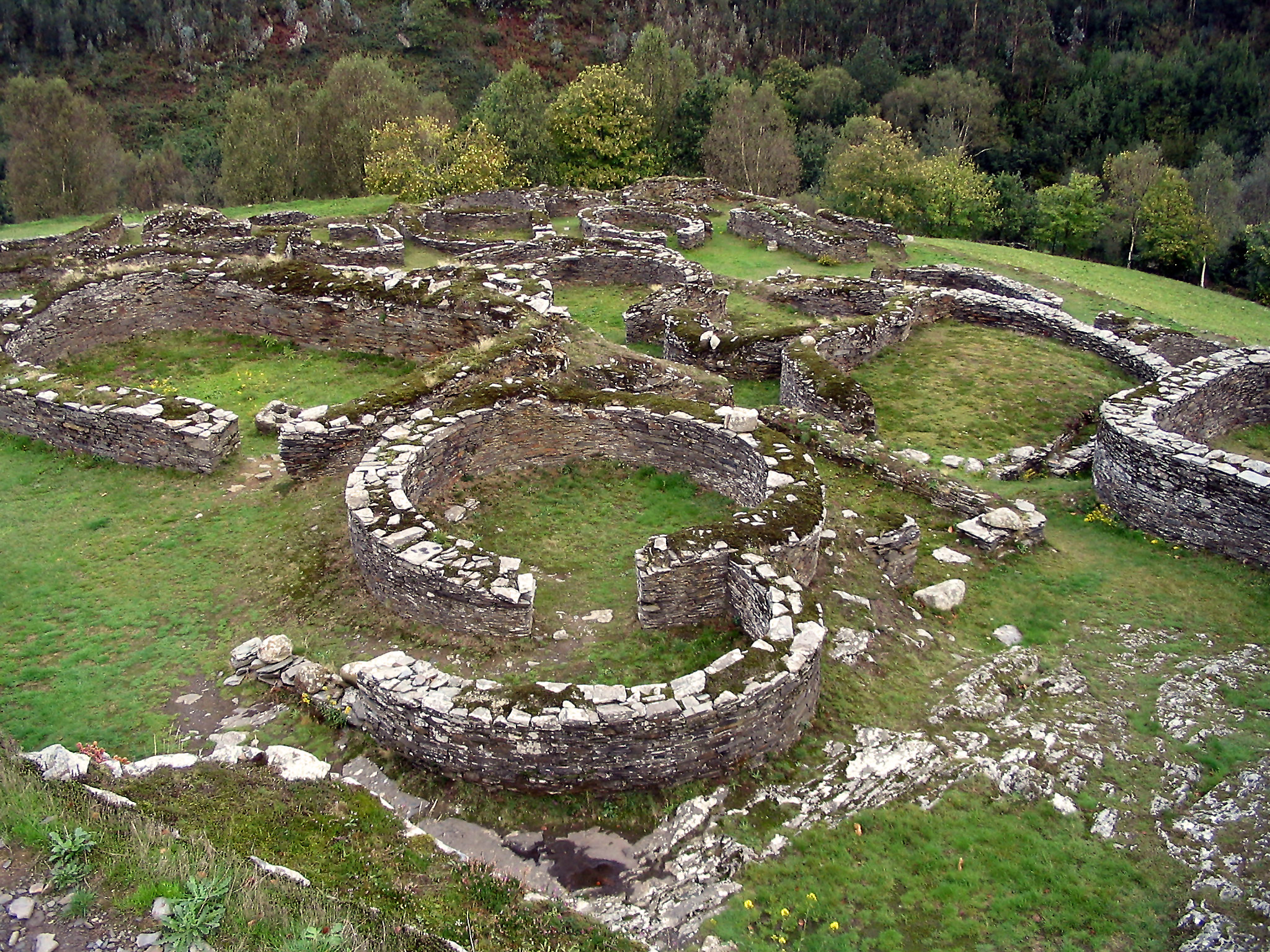
Castro de Coaña dans les Asturies.

Les castros sont des fortifications résidentielles de la fin de l'âge du bronze et caractéristiques de l'âge du fer. Dans la péninsule Ibérique en général, et à l'intérieur du Portugal aussi, suivant leur localisation, ils appartiennent à des cultures différentes.
Ces structures se présentent sous la forme d'enceintes fortifiées contenant des substructions en pierre. Cet article recense et classe les castros de la principauté des Asturies, en Espagne. La plupart des castros de la zone occidentale appartiennent à la culture des castros du nord-ouest de la péninsule Ibérique.

## Classement
Il est d'usage de classer ces castros comme suit :
- par leur localisation, soit maritime ou de l'intérieur des terres ;
- par leur altitude. On peut les classer par zones de basse altitude (vallées), sur de petits promontoires, ou sur des zones plus montagneuses où ils occupent la partie la plus haute, profitant de l'orographie naturelle pour une meilleure défense ;
- par la date d'occupation. Certains ont été occupés durant l'âge du fer, d'autres pendant la présence des Astures et d'autres ont été construits pendant la présence des Romains, certains ont été occupés ou réoccupés jusqu'à des périodes assez tardives.

## Recensement decastrosaux Asturies
Dans le catalogage de José Manuel González, à la fin des années 1960, on peut énumérer 93 castros. Par la suite, on a identifié plus de 265 castros aux Asturies.
| Castro                                | Commune                     | Datation                                                             | Observations |
| ------------------------------------- | --------------------------- | -------------------------------------------------------------------- | --- |
| Abándames                             | Peñamellera Baja            |                                                                      | De forme carrée. Ses moyens défensifs sont composés d'un fossé défensif à l'ouest et des terrassements pour les autres points cardinaux. |
| Almades, Les                          | Siero                       |                                                                      | |
| Alto Castro                           | Somiedo                     |                                                                      | Bénéficie de la protection de Patrimoine historique espagnol. |
| Atalaya de Tazones                    | Villaviciosa                |                                                                      | |
| Barrera, La                           | Carreño                     | Ier siècle av. J.-C.                                                 | A été détérioré, en partie par une carrière. Il y a été trouvé une hache de l'âge du bronze, qui par la suite a été volée. La tour de Castiello, reconnue par des témoignages, étant donné qu'il n'y a plus de restes, peut être mise en relation avec le castro. Il est possible qu'un château fort ait été construit ici à l'époque du royaume asturien. |
| Cabo Blanco, El                       | El Franco                   |                                                                      | Castro maritime de Valdepares. C'est l'un des plus grands castros de la côte avec 2,7 hectares. Il est composé par quatre enceintes amurraillées[Quoi ?] et défendues par cinq fossés et trois parapets. À l'évidence, il y a eu des exploitations minières antérieures à l'époque romaine : galeries d'excavation. |
| Camoca                                | Villaviciosa                | VIe siècle av. J.-C.                                                 | Castro situé sur une colline de la vallée de Valdediós, c'est une plate-forme ovale protégée par un escarpement naturel, une palissade et un rempart. On a découvert trois niveaux d'occupation superposés à un autre composé de cabanes de matériaux éphémères. Des maisons ovales, avec des murs aux poutres servant de support à des éléments en bois recouverts ensuite d'une couche de boue. |
| Canterona, La                         | Siero                       |                                                                      | Situé dans la paroisse de Tiñana, commune de Siero. |
| Caravia                               | Caravia                     | Du XIVe siècle av. J.-C. jusqu'au IXe siècle av. J.-C.               | Avec un périmètre de 225 mètres cette fortification est un poste de surveillance de la zone de Caravia y Colunga, on y accède par une rampe en zigzag. L'intérieur est constitué de chaumières rectangulaires de 3 mètres sur 4 avec une séparation de 90 cm. |
| Carisa, La                            | Aller et Lena               |                                                                      | Situé sur le Pico La Boya (altitude 1,728 mètres), entre les communes de Aller et Lena. Son origine est romaine et certainement militaire, en témoignent la cinquantaine d'objets trouvés : deux monnaies, des pointes de javelot et de pilum et quelques éléments pouvant se rapprocher des balistes. |
| Castelo, El                           | Boal                        |                                                                      | |
| Castelo, El                           | Villanueva de Oscos         |                                                                      | A toujours été considéré comme étant de l'époque romaine, bien qu'il soit peut-être du haut Moyen Âge. |
| Castelón, El                          | Illano                      | Ier et IIIe siècles                                                  | Le système défensif de ce castro pré-romain est composé de terrassements, fossé et rempart. Les maisons sont situées sur des terrasses et sont semi-circulaires. |
| Castello                              | Tapia                       |                                                                      | |
| Castellois, Os                        | Illano                      |                                                                      | N'a pas encore été fouillé. |
| Castellón, El                         | El Franco                   |                                                                      | Castro maritime situé au lieu-dit Castello (Miudes). |
| Castellón, El                         | El Franco                   |                                                                      | Castro maritime situé au lieu-dit La Caridad. |
| Castiello, El                         | Langreo                     |                                                                      | Situé au lieu-dit San Martín de Riaño. |
| Castiello                             | Siero                       |                                                                      | Situé dans la paroisse de Tiñana, commune de Siero. |
| Castiello, El                         | Cangas del Narcea           |                                                                      | Situé sur un promontoire, est de forme semi-circulaire. À l'ouest, il a trois fossés concentriques et à l'est l'orographie lui sert de défense naturelle. |
| Castiello de la Marina                | Villaviciosa                |                                                                      | |
| Castiellu de Ambás                    | Villaviciosa                |                                                                      | |
| Castiellu de Llagú                    | Oviedo                      | Entre le VIe siècle av. J.-C. et le Ier siècle av. J.-C.             | Partiellement détruit pour une carrière à proximité. Possède un système défensif important. Les défenses orientales ont été construites lors d'une première occupation pré-romaine. C'est durant une deuxième occupation, cette fois-ci romaine qu'ont été construits la tour ronde et le rempart occidental. |
| Castiellu de Lué                      | Villaviciosa                |                                                                      | |
| Castillos de Pereira                  | Tapia                       |                                                                      | |
| Castrillón                            | Castrillón                  |                                                                      | Castro maritime. |
| Castrillón, El                        | Boal                        |                                                                      | |
| Castro, El                            | Taramundi                   |                                                                      | Occupé par les Egobarros (peuple pré-romain), a été ensuite modifié par les Romains à l'époque des mines d'extraction de l'or. |
| Castromior                            | San Martín de Oscos         |                                                                      | |
| Castromourán                          | Vegadeo                     |                                                                      | |
| Castrón, El o de Arancedo             | El Franco                   |                                                                      | Castro à 250 mètres d'altitude, avec cinq constructions ovales ou carrées. On y a trouvé des deniers d'argent de l'époque d'Auguste, des moulins en granit, des céramiques indigènes fabriquées avec un tour, dont certaines sigillées. Son existence est peut-être liée à la proximité de mines d'or. |
| Castros, Los                          | Tapia                       |                                                                      | |
| Chao Sanmartín                        | Grandas de Salime           | Avant le IVe siècle av. J.-C. jusqu'au IIe siècle apr. J.-C.         | Composé de constructions circulaires et d'autres rectangulaires aux coins arrondis, sont notables des bains et une place publique au toit en ardoise. Avec un rempart et un fossé profond. |
| Castro de Coaña ou Castillón de Coaña | Coaña                       | Ier siècle                                                           | On a pensé qu'il s'agissait d'un château du Moyen Âge. C'est le premier castro, objet d'excavations archéologiques aux Asturies, et c'est l'un des mieux conservés. Il possède une nécropole et une stèle en pierre dédiée à la Vierge Marie (Nuestra Señora). |
| Cogollina, La                         | Teverga                     | Avant le IVe siècle av. J.-C.                                        | Ce castro aurait été occupé uniquement durant la Préhistoire. Possède un rempart modulaire mesurant 400 mètres et une tour défensive. Les maisons de forme rectangulaire auraient été adossées au rempart, selon l'historien Alonso Fanjul. |
| Cogolla, La                           | Oviedo                      |                                                                      | |
| Colléu, El                            | Riosa                       |                                                                      | Occupé par les Pésiques (peuple asture). |
| Corno, El                             | Tapia                       |                                                                      | Castro maritime. |
| Corona, La                            | El Franco                   |                                                                      | |
| Corona, La                            | Ribera de Arriba            |                                                                      | Il subsiste des restes de remparts. |
| Corona, La                            | Somiedo                     |                                                                      | |
| Corona del Castro, La                 | El Franco                   | Ier et IIe siècles                                                   | Doté de rues urbanisées, on y a trouvé des monnaies romaines de Tibère et Auguste. |
| Corona de Costru, La                  | Sobrescobio                 |                                                                      | |
| Coronas, Las                          | Tapia                       |                                                                      | |
| Cueto, El                             | Ribera de Arriba            |                                                                      | |
| Cueto, El                             | Siero                       |                                                                      | |
| Cuitu, El                             | Siero                       |                                                                      | |
| Curbiellu                             | Villaviciosa                |                                                                      | |
| Cuturulo o de Valabelleiro            | Grandas de Salime           |                                                                      | Ne subsistent que la partie défensive de l'ouvrage et quelques maisons circulaires. La fondation est liée à l'exploitation d'une mine romaine. D'après une légende, c'est ici que sont cachés les trésors laissés par les Maures lors de leur fuite précipitée. |
| Deilán                                | San Martín de Oscos         |                                                                      | Il n'existe pas d'appareil défensif clairement identifié. |
| Doña Palla                            | Pravia                      |                                                                      | Situé au sommet d'une colline appelée El Castru en Peñaullán. De construction antérieure à l'époque romaine. Les Romains lui ont ajouté une tour et des fortifications. |
| Escrita, La                           | Boal                        |                                                                      | Doté d'un fossé, de rampe, de chemins urbanisés, de remparts défensifs et de quelques maisons mise au jour récemment. Semble être de grandes dimensions et il est possible qu'il soit plus grand que celui de Coañas. |
| Espinaredo                            | Piloña                      |                                                                      | |
| Esteiro, El                           | Tapia                       |                                                                      | |
| Ferreira                              | Santa Eulalia de Oscos      |                                                                      | |
| Foncalada                             | Villaviciosa                |                                                                      | Situé à Oles. |
| Fuentes                               | Villaviciosa                |                                                                      | |
| Illaso                                | Villayón                    |                                                                      | D'abord occupé par les Albiones et ensuite par les Romains. |
| Lagar                                 | Boal                        |                                                                      | |
| Lineras                               | Santa Eulalia de Oscos      |                                                                      | À proximité de l'exploitation minière de Lineras. |
| Mazos, Los                            | Boal                        |                                                                      | Castro de petites dimensions, fortifié et occupé par un peuple pré-romain expert dans l'extraction des métaux et qui a laissé des traces de son savoir-faire. |
| Medal                                 | Coaña                       |                                                                      | Castro maritime. |
| Meredo                                | Vegadeo                     |                                                                      | |
| Miravalles                            | Villaviciosa                |                                                                      | |
| Mohías                                | Coaña                       | Ier et IIe siècles                                                   | Situé sur un vaste plateau traversé par la rivière Jarrio. Le castro est doté d'une muraille d'un mètre et demi de largeur, de trois fossés creusés dans la roche. Le tracé des rues est très régulier, ce qui suggère une origine romaine. |
| Molexón                               | Vegadeo                     |                                                                      | |
| Montouto                              | Vegadeo                     |                                                                      | |
| Morillón                              | Vegadeo                     |                                                                      | |
| Muries, Les                           | Siero                       |                                                                      | |
| Noega                                 | Gijón                       | XVIe siècle av. J.-C.                                                | Castro maritime situé à 100 mètres au-dessus du niveau de la mer et intégré dans un parc archéologique naturel, le Parque Arqueológico-Natural de la Campa Torres. |
| Obetao                                | Oviedo                      |                                                                      | |
| Olivar                                | Villaviciosa                |                                                                      | |
| Ouria                                 | Boal                        |                                                                      | |
| Pedreres, Les                         | Ribera de Arriba            |                                                                      | |
| Pendía                                | Boal                        | Ier et IIe siècles et ensuite occupé à nouveau aux Ve et VIe siècles | Composé en deux parties : une acropole et un village séparés par une muraille. La première partie était constituée d'une seule construction longue, les constructions du village étaient rondes, sauf deux rectangulaires. |
| Penzol                                | Vegadeo                     |                                                                      | |
| Peña Castiello                        | Castrillón                  |                                                                      | |
| Peña del Conchéu, La                  | Riosa                       |                                                                      | |
| Picón, El                             | Tapia                       |                                                                      | |
| Pico Castiello                        | Ribera de Arriba            |                                                                      | |
| Pico Castiello                        | Ribera de Arriba            |                                                                      | |
| Pico Castiello                        | Langreo                     |                                                                      | |
| Pico Castiello                        | Riosa                       |                                                                      | Occupé par les Pésiques, peuple asture pré-romain et ensuite par les Romains qui y avaient installé un atelier de moulage. On y a trouvé des stèles et une plaque portant les inscriptions : « OREGINO » et « PVBLIO AVRIO » dédiée au dieu indigène Reus Paramecus. |
| Pico Castiello, El                    | Siero                       |                                                                      | |
| Picu Castiello, El                    | Siero                       |                                                                      | |
| Picu Cervera                          | Belmonte de Miranda         |                                                                      | |
| Picu Castiellu de Moriyón             | Villaviciosa                | Du IVe siècle av. J.-C. jusqu'au Ier siècle apr. J.-C.               | Situé près du village de Moriyón, ce castro occupe un monticule escarpé accolé à la ría de Villaviciosa. Il y a eu trois phases d'occupation, la deuxième étant la plus importante. Il disposait d'une muraille de jusqu'à 5 mètres de largeur et 500 mètres de longueur. Les maisons étaient ovales et construites sur un socle de pierre et les murs en boue. |
| Picu da Mina, El                      | San Martín de Oscos         |                                                                      | Situé dans une zone élevée et inaccessible, comporte des fosses, des murailles, et des « pierres dressées » ou des chevaux de frise. Situé à 100 mètres du castro de San Isidro. |
| Piñera                                | Navia                       |                                                                      | Situé sur la Peña Piñera à 1 069 mètres d'altitude, sous une autre installation plus moderne. |
| Prahúa                                | Candamo                     |                                                                      | |
| Punta de la Figueira, La              |                             |                                                                      | Castro maritime. |
| Remonguila, La                        | Somiedo                     |                                                                      | |
| Represas                              | Tapia de Casariego          |                                                                      | |
| Riera, La                             | Colunga                     |                                                                      | Possède des terre-pleins en zigzag et des fosses défensives. |
| Salcido                               | San Tirso de Abres          |                                                                      | Ce castro avait un périmètre entouré de murailles de plus de 3 mètres d'épaisseur. Ses habitants réalisaient des travaux d'extraction de minerais et de transformation. |
| San Ḷḷuis                             | Allande                     | Du Ier au IVe siècle                                                 | Situé sur le pic du même nom à 780 mètres de hauteur. Il est situé dans la zone des exploitations minières, surtout aurifères. Il y a eu des fouilles en 1962-1963 et 1983-1985. Une grande fosse délimite l'avant-castro, entouré d'une série de cinq fosses et contre-fosses. Des côtés est et nord, il a un rempart de « modules ». Il existe deux quartiers nettement différenciés ; celui du haut avec des maisons romaines carrées, des murs médians, des rues pavées et orthogonales, et le quartier inférieur avec des constructions rondes et sans ordre apparent. On y a trouvé de nombreux objets, céramiques et la sculpture d'un visage humain (c'est le seul vestige de ce type de l'époque de la culture des castros dans toutes les Asturies. Le castro a été déclaré Bien d'intérêt culturel (Bien de Interés Cultural). |
| San Cruz                              | Pesoz                       |                                                                      | Situé à Pesoz. |
| San Isidro                            | Pesoz y San Martín de Oscos | Ier et IIe siècles                                                   | A la particularité d'avoir des fortifications du type des « pierres levées » ou chevaux de frise, il s'agit de grandes pierres anguleuses clouées à terre. Ensuite il y a une succession allant jusqu'à 4 fosses et un rempart de 3 mètres de hauteur. Il semble avoir été fondé par les Romains en relation avec les mines d'or des environs. Il est situé dans le village de Bousoño à 600 mètres d'altitude. |
| San Pelayo                            | San Martín de Oscos         |                                                                      | |
| Sobia                                 | Teverga                     | Avant le IVe siècle av. J.-C.                                        | |
| Teifaros                              | Navia                       |                                                                      | Castro maritime. |
| Torre, La                             | Siero                       |                                                                      | Situé à Paredes (Lugones). |
| Trasdelcastro                         | Somiedo                     |                                                                      | Situé à Llamardal. |
| Viladaelle                            | Vegadeo                     |                                                                      | |
| Villarín del Piorno                   | San Martín de Oscos         |                                                                      | |